# Autreville, Aisne

Autreville este o comună în departamentul Ain, Franța. În 1 ianuarie 2022 avea o populație de 791 de locuitori.